# Bocani
Bocani è un comune della Moldavia situato nel distretto di Fălești di 1.459 abitanti al censimento del 2004